# Patricia Medrado
Patricia „Pat“ Medrado (* 26. November 1956) ist eine ehemalige brasilianische Tennisspielerin.

## Karriere
Während ihrer Tennislaufbahn erreichte sie ein Einzelfinale auf der WTA Tour, das sie gegen Neige Dias mit 0:6, 7:6 und 4:6 verlor.
Von 1975 und 1989 spielte sie für die brasilianische Fed-Cup-Mannschaft. Von ihren 59 Partien konnte sie 30 gewinnen.

## Finalteilnahme

### Einzel
| Nr. | Datum         | Turnier | Kategorie | Belag | Turniersiegerin | Ergebnis      |
| --- | ------------- | ------- | --------- | ----- | --------------- | ------------- |
| 1.  | Dezember 1987 | Guarujá | WTA       | Sand  | Neige Dias      | 0:6, 7:6, 4:6 |